# Katja Behrens

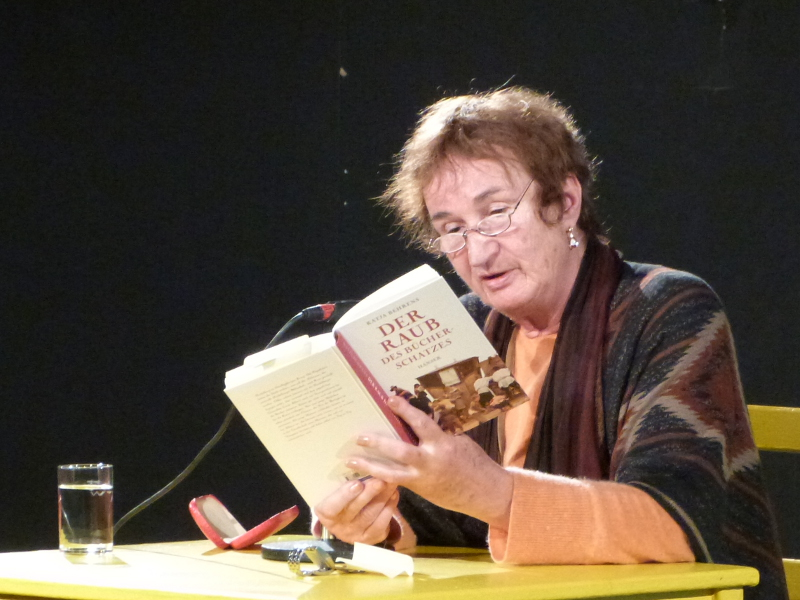
Katja Behrens bei einer Lesung auf dem Erlanger Poetenfest 2012

Katja Behrens (* 18. Dezember 1942 in Berlin; † 6. März 2021 in Darmstadt) war eine deutsche Schriftstellerin, Übersetzerin und Lektorin. Behrens wurde vor allem durch ihre Darstellung der jüdischen Kultur in Deutschland bekannt. Daneben erschienen von ihr Kinder- und Jugendbücher. Außerdem war sie als Herausgeberin tätig.

## Lebenslauf
Katja Behrens wurde 1942 in Berlin als Kind einer jüdischen Familie geboren. Die Jahre 1943 bis 1945 überlebte sie mit ihrer Mutter und Großmutter versteckt in Österreich. Sie wuchs in Wiesbaden auf. 1960 begann sie ihre literarische Karriere mit Übersetzungen aus dem Englischen (u. a. William S. Burroughs und Henry Miller). In den Jahren 1968 bis 1970 lebte sie in Israel. Von 1973 an arbeitete sie als Verlagslektorin, ab 1978 als freie Schriftstellerin. Sie war Mitglied des PEN-Zentrums Deutschland und von 2007 bis 2009 dessen Vizepräsidentin und „Writers-in-Prison-Beauftragte“. Während ihrer letzten Lebensjahrzehnte lebte Behrens in Darmstadt, wo sie im März 2021 im Alter von 78 Jahren an den Folgen eines Schlaganfalles starb.

## Auszeichnungen
- 1978: Förderpreis zum Ingeborg-Bachmann-Preis
- 1978: Märkisches Stipendium für Literatur
- 1982: Thaddäus-Troll-Preis
- 1986: Stipendium der Villa Massimo
- 1986: Gastprofessur an der Washington University, St. Louis
- 1991: Gastprofessur am Dartmouth College, Hanover
- 1992: Mainzer Stadtschreiberin
- 1996: Künstlerhaus Schloss Wiepersdorf
- 2000: Premio internazionale „Lo Stellato“
- 2002: George-Konell-Preis der Landeshauptstadt Wiesbaden
- 2002: Kinder- und Jugendbuchpreis LUCHS (September)
- 2002: Eugen Viehof-Ehrengabe der Deutschen Schillerstiftung
- 2015: Darmstädter Turmschreiberin[2]

## Werke (Auswahl)

### Erzählendes Werk
- Die weiße Frau., Suhrkamp, Frankfurt 1978, ISBN 978-3-518-02116-3
- Jonas. Pfaffenweiler Presse, Pfaffenweiler 1981, ISBN 978-3-921365-40-3
- Die dreizehnte Fee. Roman. Claassen Verlag, Düsseldorf 1983, ISBN 978-3-546-41289-6
- Von einem Ort zum andern. Pfaffenweiler Presse, Pfaffenweiler 1987, ISBN 978-3-921365-87-8
- Im Wasser tanzen. Luchterhand Literaturverlag, Frankfurt 1990, ISBN 978-3-630-86724-3
- Salomo und die andern. S. Fischer, Frankfurt 1993, ISBN 978-3-10-046309-8
- Die Vagantin. S. Fischer, Frankfurt 1997, ISBN 978-3-10-046312-8
- Zorro – Im Jahr des Pferdes. Beltz und Gelberg, Weinheim 1999, ISBN 978-3-407-79802-2
- „Alles Sehen kommt von der Seele“: Die Lebensgeschichte der Helen Keller. Beltz und Gelberg, Weinheim 2001, ISBN 978-3-407-80889-9
- Hathaway Jones. Beltz und Gelbert, Weinheim 2002, ISBN 978-3-407-78631-9
- „Alles aus Liebe, sonst geht die Welt unter.“ Sechs Romantikerinnen und ihre Lebensgeschichten. Beltz und Gelberg, Weinheim 2006, ISBN 978-3-407-80971-1[3]
- Roman von einem Feld. Verlag Waldemar Kramer, Wiesbaden, 2007, ISBN 978-3-7374-0468-6
- Der kleine Mausche aus Dessau. Moses Mendelssohns Reise nach Berlin im Jahre 1743. Hanser, München 2009, ISBN 978-3-446-23305-8
- Der Raub des Bücherschatzes. Hanser, München 2012, ISBN 978-3-446-23887-9
- Adam und das Volk der Bäume. DTV, München 2013, ISBN 978-3-423-65004-5
- Jaqui auf der Straße. In: Menschen und Masken. Literarische Begegnungen mit dem Maler Felix Nussbaum. Hrsg. v. Jutta Sauer. zu Klampen, Springe 2016, S. 62–69. ISBN 978-3-86674-525-4
- Nachts, wenn Schatten aus dunklen Ecken kommen. Edition Faust, Frankfurt 2017, ISBN 978-3-945400-28-9
- EinBlick ins Autorenleben. Preface-Book, Darmstadt 2020. ISBN 978-3-947428-11-3
- Kaspar Hauser oder das Wunder der Pferde. Alfa-Veda Verlag, Oebisfelde, 2020. ISBN 978-3-945004-48-7
- Singen in finsteren Wäldern. Alfa-Veda Verlag, Oebisfelde, 2021, ISBN 978-3-945004-80-7

### Herausgeberschaft
- Frauen der Romantik. Insel-Verlag, Frankfurt 1983, ISBN 978-3-458-33419-4
- Weiches Wasser bricht den Stein. Fischer Taschenbuch Verlag, Frankfurt 1984, ISBN 978-3-596-27557-1
- Abschiedsbriefe. Claassen, Düsseldorf 1987 ISBN 978-3-546-41292-6
- Sooft ich deiner gedenke… Briefe der Romantik. Verl. und Studio für Hörbuchproduktionen, Beltershausen 1999, ISBN 978-3-89614-054-8
- Ich bin geblieben – warum? Juden in Deutschland – heute. Bleicher, Gerlingen 2002, ISBN 978-3-88350-055-3